# 池田薫
池田 薫（いけだ かおる）は、日本の数学者。慶應義塾大学教授。専門は微分積分学、戸田格子の量子化の研究。

## 来歴・人物
- 1985年、埼玉大学理学部卒業。
- 1987年、東京都立大学 (1949-2011)大学院理学研究科博士前期課程修了。
- 1991年3月、東京都立大学大学院理学研究科博士後期課程修了。理学博士（東京都立大学）[1]
- 1991年4月、小樽商科大学専任講師。
- 1991年10月、小樽商科大学助教授。
- 1996年、熊本大学理学部助教授。
- 2002年、慶應義塾大学経済学部助教授を経て、2003年より慶應義塾大学経済学部教授となる。

## 論文
- 池田薫「戸田格子hierarchyの超対称化について(代数解析学の諸相)」『数理解析研究所講究録』第660巻、京都大学数理解析研究所、1988年5月、104-122頁、CRID 1050282677153205632、hdl:2433/100579、ISSN 1880-2818。
- 池田薫「SKP hierarchy と OSp-SKP hierarchy について(非線型積分可能系の代数解析学)」『数理解析研究所講究録』第694巻、京都大学数理解析研究所、1989年5月、40-62頁、CRID 1050282677040574336、hdl:2433/101376、ISSN 1880-2818。
- 池田薫「量子化された一次と高次のHamiltonianの可換性について(非線型可積分系の研究の現状と展望)」『数理解析研究所講究録』第868巻、京都大学数理解析研究所、1994年4月、157-168頁、CRID 1050282676914620928、hdl:2433/83967、ISSN 1880-2818。
- Ikeda, Kaoru (1996/10/01). “The higher order Hamiltonian structures for the modified classical Yang-Baxter equation”. Communications in Mathematical Physics 180 (3):  757-777. doi:10.1007/BF02099632. ISSN 1432-0916.
- Ikeda, Kaoru (1999). “The Spectrum for Solutions of the Modified Classical Yang:Baxter Equation and Algebraic Groups” (PDF). Journal of Algebra (Academic Press) 217 (2):  375-392.
- Kaoru Ikeda (2001). “On the Spectral Resolution of the Quantum Toda Lattice”. Journal of Functional Analysis 185 (2):  404-424. doi:10.1006/jfan.2001.3780. ISSN 0022-1236.
- 池田薫「量子化戸田格子の幾何学 (組合せ論的表現論の諸相)」『数理解析研究所講究録』第1382巻、京都大学数理解析研究所、2004年6月、37-58頁、CRID 1050282676666916736、hdl:2433/25693、ISSN 1880-2818。
- 池田薫「実旗多様体$GL_n(\mathbb{R}) / P$に関するsymplectic構造の分類と戸田格子のHamiltonian flow (組合せ論的表現論とその応用)」『数理解析研究所講究録』第1738巻、京都大学数理解析研究所、2011年4月、69-82頁、CRID 1050001335761973376、hdl:2433/170860、ISSN 1880-2818。
- 池田薫「旗多様体の底空間のシンプレクティック構造の変形とその表現論への応用 (表現論と非可換調和解析の展望)」『数理解析研究所講究録』第1825巻、京都大学数理解析研究所、2013年2月、166-184頁、CRID 1050845760735403136、hdl:2433/194736、ISSN 1880-2818。
- 池田薫「Splitで連結な簡約Lie群上の戸田格子の特異点解消について (表現論とその周辺分野の広がり)」『数理解析研究所講究録』第2077巻、京都大学数理解析研究所、2018年7月、70-78頁、CRID 1050001202603968768、hdl:2433/242101、ISSN 1880-2818。